# Porte de Vincennes (métro de Paris)
Porte de Vincennes est une station de la ligne 1 du métro de Paris, située à la limite des 12e et 20e arrondissements de Paris.

## Situation

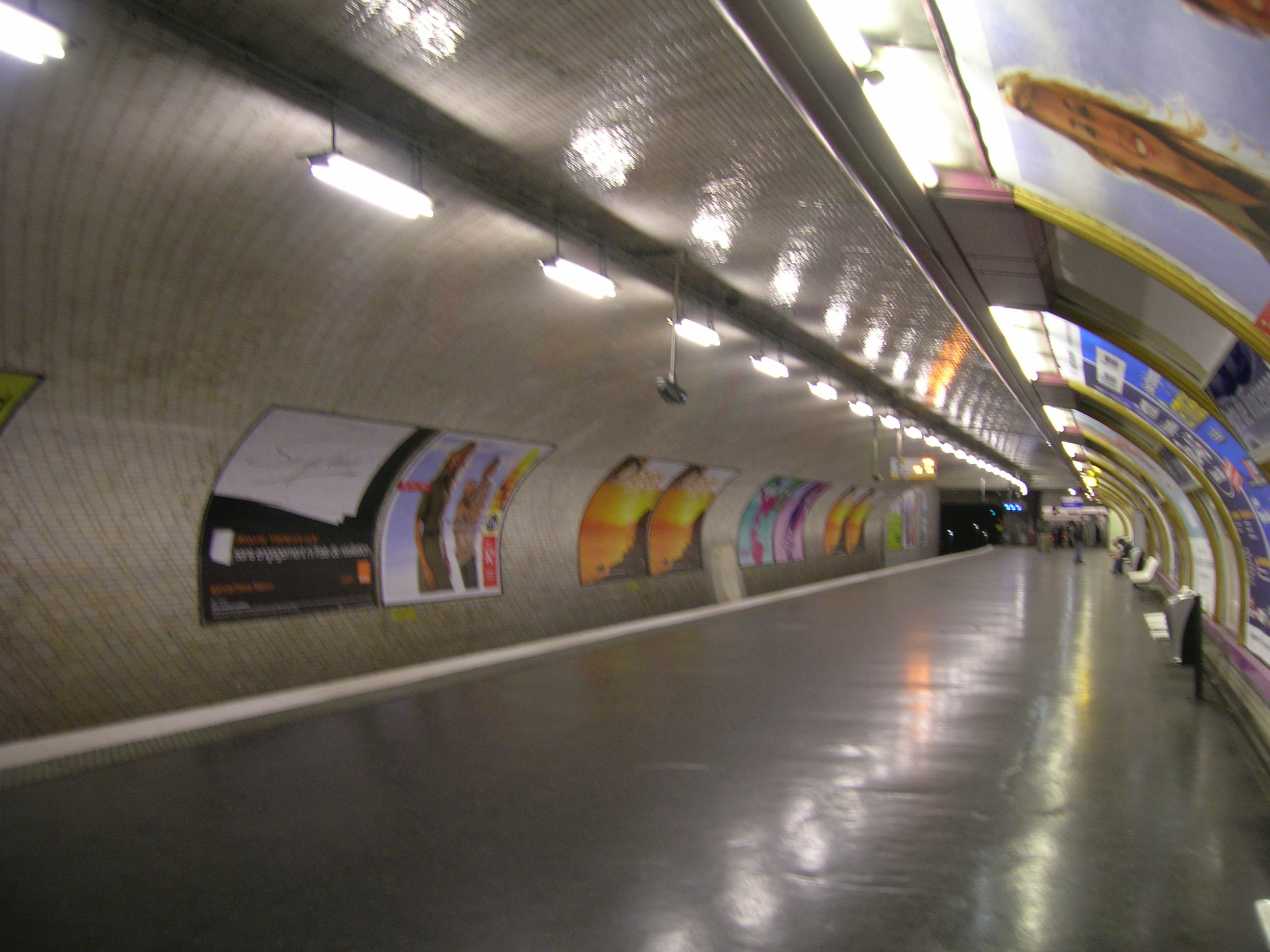
Quai de la demi-station en direction de Château de Vincennes en 2007 avant la rénovation.

La station est située sous le cours de Vincennes, à l'est de l'intersection avec la rue des Pyrénées et l’avenue du Docteur-Arnold-Netter, entre les stations Nation et Saint-Mandé. 

## Histoire

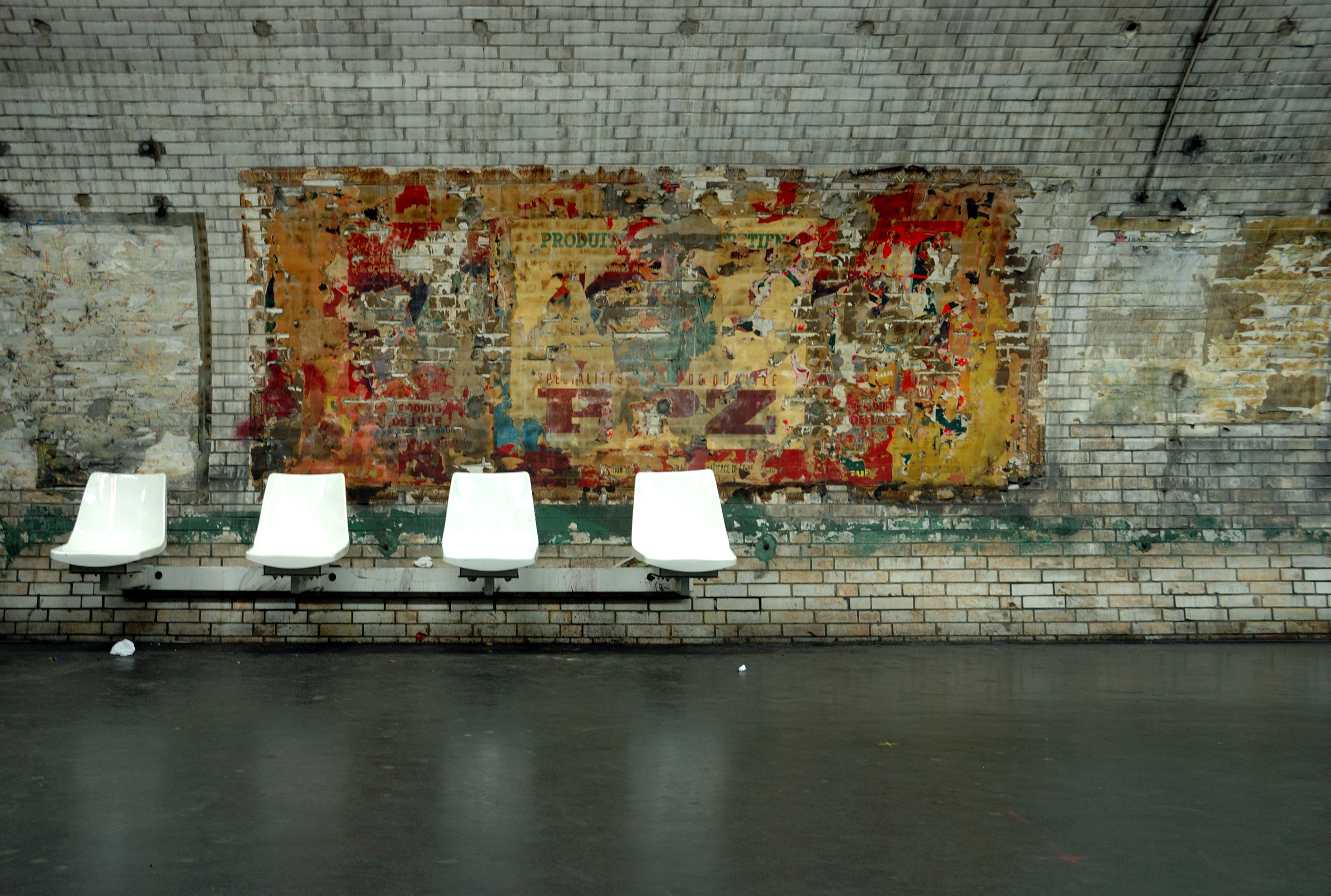
En 2007-2008, la station est en restauration : on peut y découvrir, comme dans de nombreuses autres stations du métro de Paris, des affiches publicitaires datant des années 1950.

La station est ouverte le 19 juillet 1900 lors de l'ouverture de la ligne 1. Alors terminus oriental de la ligne, elle a une configuration particulière : deux tunnels s'écartant progressivement sur une boucle, le tunnel sud abritant la station arrivée et le nord la station départ, chacune composée de deux voies encadrant un quai central. Chaque quai étant dévolu spécifiquement à un rôle, le quai des arrivées ne dispose que d'une sortie et le quai de départ que d'une entrée.
Lors du prolongement au Château de Vincennes le 24 mars 1934, la station est profondément restructurée. La boucle est supprimée et les deux tunnels se rejoignent vers l'est sous l’avenue de la Porte-de-Vincennes. Les quais sont allongés sous un nouveau plafond en béton armé qui prolonge la voûte d'origine et élargis par l'abandon d'une des deux voies de chaque demi-station. Les couloirs et accès sont modifiés pour permettre aussi bien l'entrée que la sortie des voyageurs dans chaque direction. 
Dans les années 50 jusqu'en 2007-2008, les piédroits du côté des quais sont revêtus d'un carrossage métallique avec montants horizontaux violets (couleur atypique pour ce type de décoration) et cadres publicitaires dorés éclairés. Cet aménagement était complété dans un premier temps par des bancs métalliques directement attachés au carrossage de couleur violette. Puis, ils furent remplacés vers la fin des années 1990 par des sièges du style « Motte » de couleur blanche. Dans la même période, les anciennes plaques émaillées indiquant le nom de la station ont été remplacées par des plaques utilisant la police de caractère Parisine.
Cet aménagement est déposé dans le cadre de la modernisation et de l'automatisation de la ligne 1. Les quais sont entièrement rénovés comme l'ensemble des quais de la ligne. Ils ont été rehaussés le week-end du 28 et 29 juin 2008.
En 2019, selon les estimations de la RATP, 7 633 984 voyageurs sont entrés dans cette station ce qui la place à la 33e position des stations de métro pour sa fréquentation.
En 2020, avec la crise du Covid-19, 4 840 436 voyageurs sont entrés dans cette station ce qui la place à la 17e position des stations de métro pour sa fréquentation.
En 2021, la fréquentation remonte progressivement, avec 5 446 602 voyageurs qui sont entrés dans cette station ce qui la place à la 25e position des stations de métro pour sa fréquentation.

## Services aux voyageurs

### Accès
- Accès no 1 « Avenue du Général-Niessel » : escalier au 99, cours de Vincennes
- Accès no 2 « Passage de la Voûte » : deux escaliers aux 102 et 106, cours de Vincennes
- Accès no 3 « Avenue Docteur-Netter » : escalier au 90, cours de Vincennes
- Accès no 4 « Rue des Pyrénées » : escalier au 81, cours de Vincennes

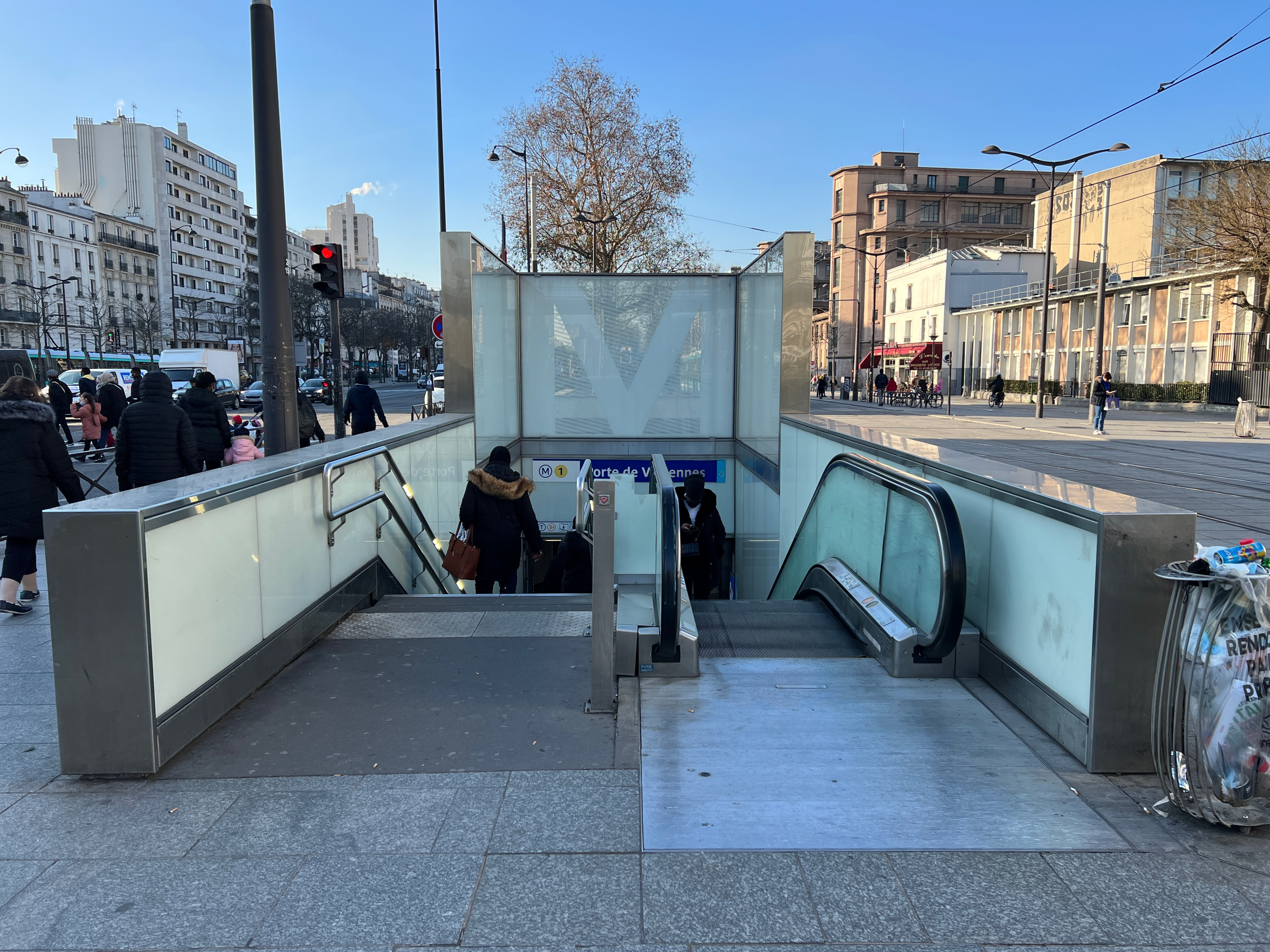
Accès no 1.
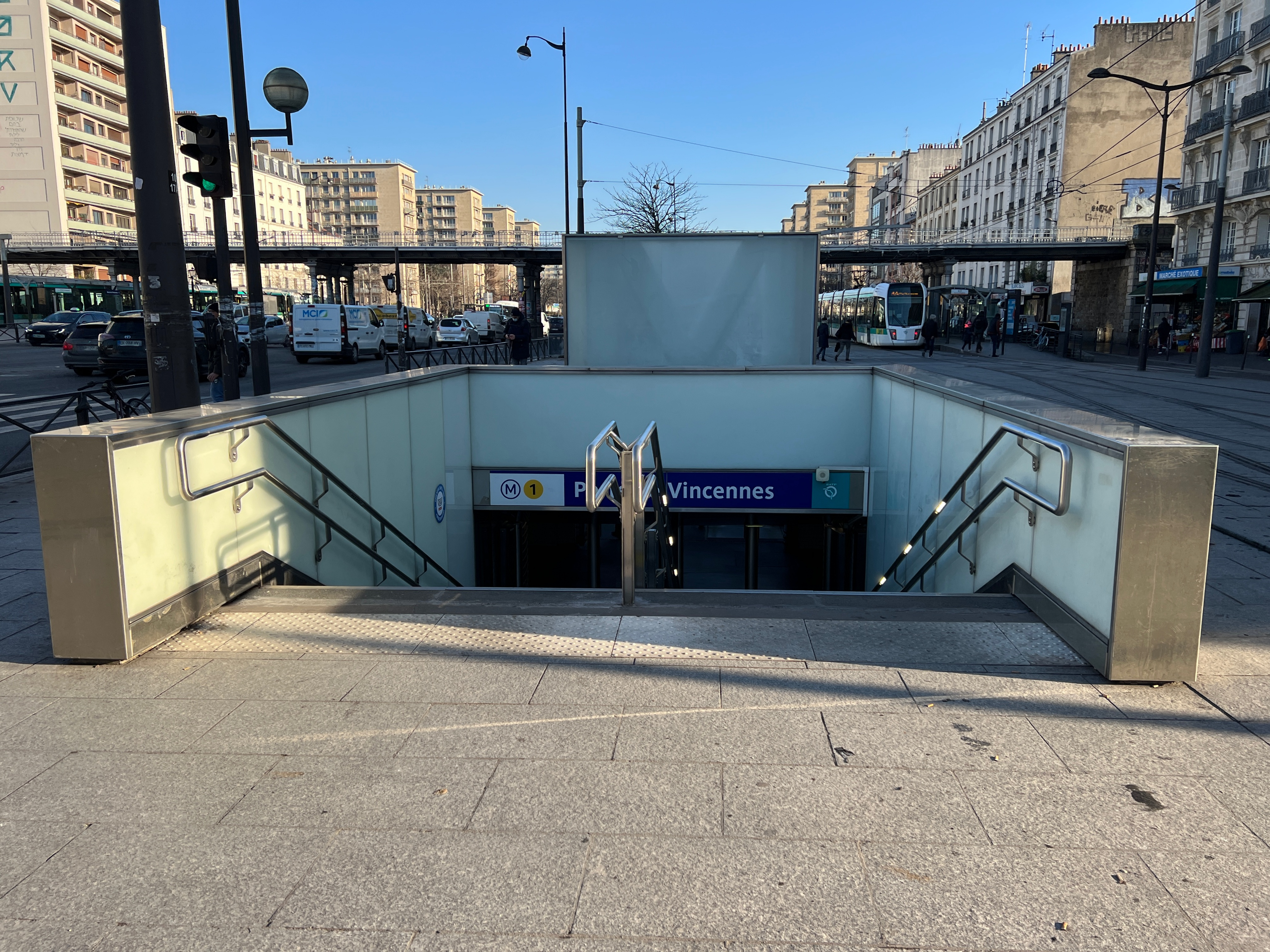
Accès no 2.
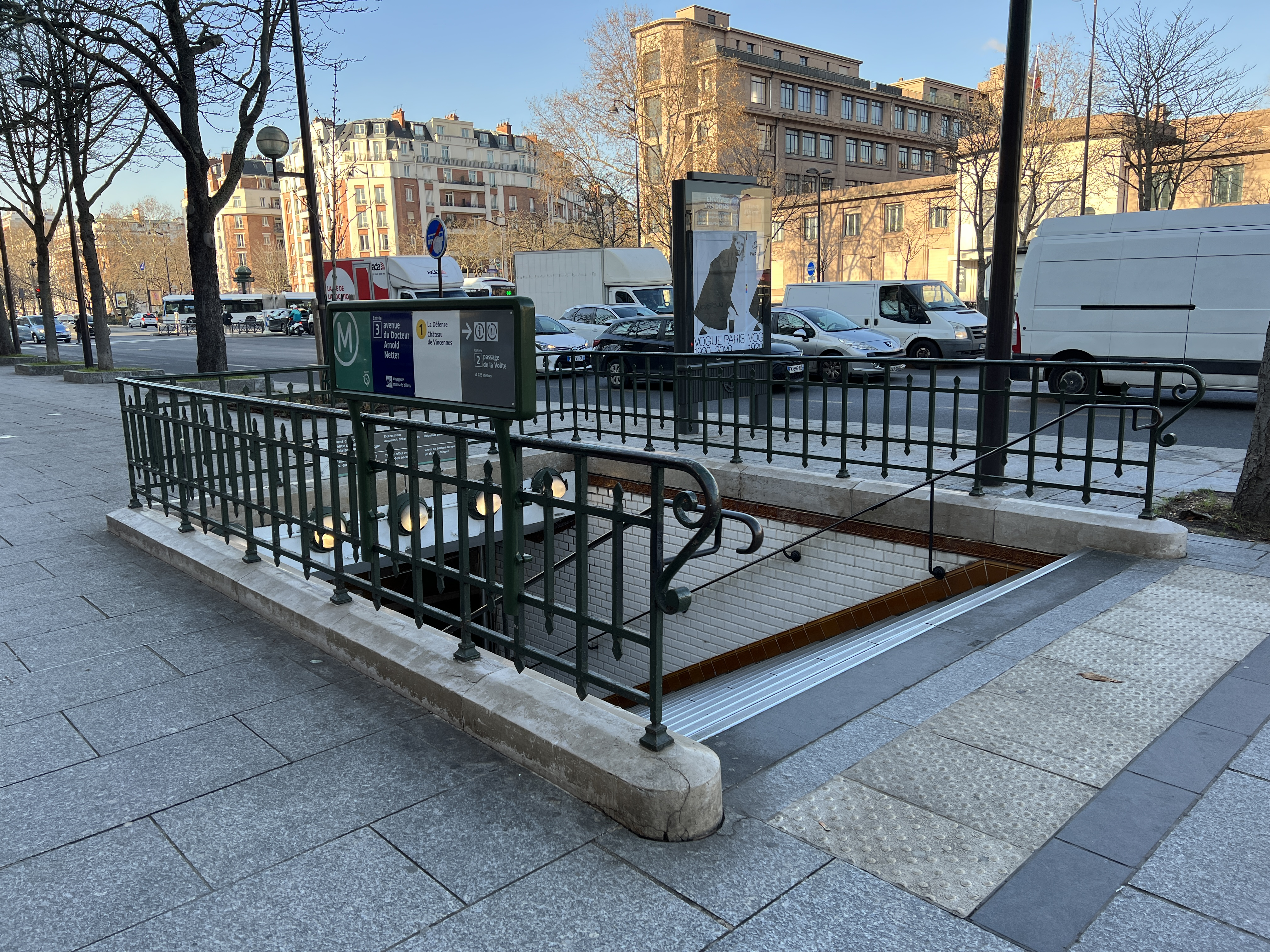
Accès no 3.
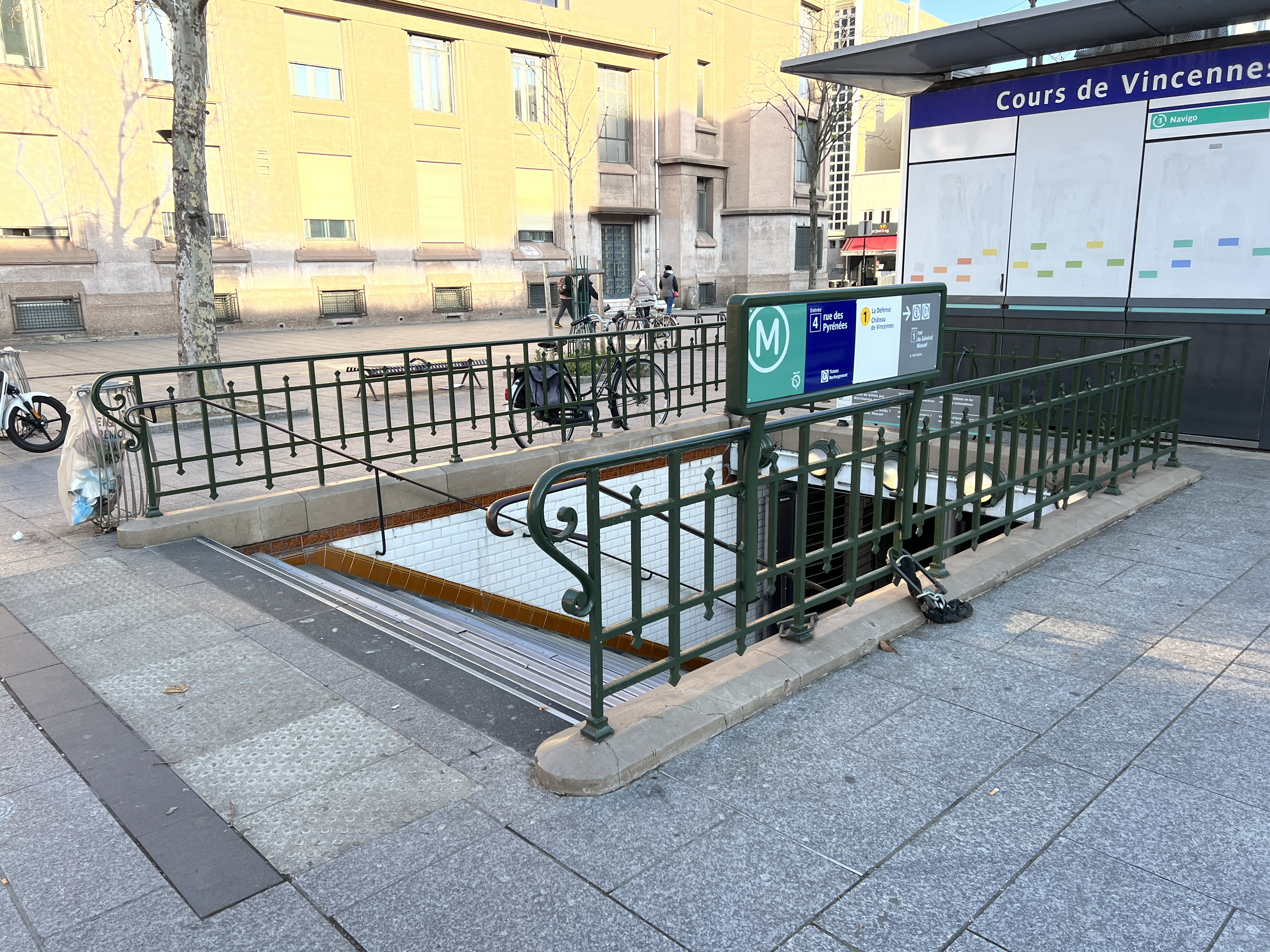
Accès no 4.

### Quais
Porte de Vincennes est séparée en deux demi-stations possédant chacune une voie à large quai latéral et une voûte elliptique. Avec Porte Dauphine sur la ligne 2, elle est l'une des deux seules stations édifiées en 1900 à avoir conservé sur les piédroits et les voûtes, des carreaux plats de couleur crème : il s'agit d'une des décorations expérimentales testées cette année-là avant que ne soit retenu par la suite, les carreaux de céramique blancs biseautés qui équipent quant à eux, les extrémités des deux demi-stations. Les bandeaux d'éclairage sont blancs et arrondis dans le style « Gaudin » du renouveau du métro des années 2000. Les cadres publicitaires sont métalliques et le nom de la station est inscrit en police de caractère Parisine sur panneaux rétro-éclairés incorporés à des caissons parés de bois. Les quais sont équipés de sièges « Akiko » de couleur rouge foncé ainsi que de portes palières.

### Intermodalité
Elle est l'une des quatre stations de métro avec Porte de Versailles, Balard et Porte de Choisy à être située à l'une des portes de Paris et dont la desserte est assurée par deux tramways distincts (ce sont également les seules stations du métro parisien à être connectées avec deux lignes de tramways).
La station est en correspondance avec la ligne de tramway T3a se dirigeant vers le sud jusqu'au pont du Garigliano et avec la ligne de tramway T3b se dirigeant vers le nord jusqu'à la porte d'Asnières. Elle est par ailleurs desservie par les lignes 26, 64, 86, 215, 351 et La Traverse de Charonne (501) du réseau de bus RATP et la nuit, par la ligne N11 du réseau de bus Noctilien.

## À proximité
- La porte de Vincennes mais aussi, la porte de Saint-Mandé.
- Un des plus grands marchés parisiens les mercredis et samedis matin sur le cours de Vincennes.
- Deux lycées importants : le lycée Hélène-Boucher et le lycée Maurice-Ravel.
- L'église Saint-Gabriel construite dans les années 1920 et tenue depuis lors par les pères de la Congrégation des Sacrés-Cœurs.
- Un peu plus loin, mieux desservis par le tramway et les bus, le lycée Paul-Valéry et l’hôpital Armand-Trousseau.